# 韋萊特里
韋萊特里（義大利語：Velletri）是義大利中部拉齊奧大區罗马首都广域市的一個市镇。韋萊特里是一個知名的葡萄酒生產中心。在二戰期間，韋萊特里遭遇轟炸，導致很多古跡被毀及人員死亡。

## 友好城市
- 卢森堡阿尔泽特河畔埃施
- 奥地利默德灵
- 德国美因河畔奥芬巴赫
- 法国皮托
- 比利时圣吉勒
- 荷兰蒂尔堡
- 英国陶尔哈姆莱茨区
- 塞尔维亚泽蒙